# Żenyszkiwci
Żenyszkiwci (ukr. Женишківці) – wieś na Ukrainie, w obwodzie chmielnickim, w rejonie chmielnickim, w hromadzie Wińkowce. W 2001 roku liczyła 1366 mieszkańców.
W XIX wieku siedziba wołości żeniszkowieckiej w ujeździe latyczowskim, w guberni podolskiej.